# Saurashtra

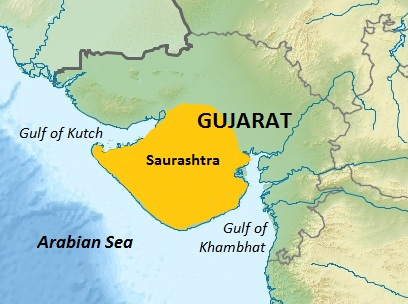

Saurashtra (in gujarati સૌરાષ્ટ્ર), (in hindi सौराष्ट्र) oppure Soruth o ancora Sorath, è una regione situata nella parte occidentale dell'India, lungo la costa del Mar Arabico nello Stato del Gujarat. È suddiviso in 7 distretti, tra cui il quartiere di Rajkot, capoluogo amministrativo. Storicamente la penisola era chiamata Kathiawar dopo il governo di Kathi Darbar. La penisola è inoltre condivisa a nord con la regione del Kutch, mentre lo Saurashtra o Sorath occupa la parte meridionale e comprende la parte sud-occidentale dello Stato del Gujarat e dei seguenti distretti : Rajkot, Junagadh, Bhavnagar, Porbandar, Jamnagar, Amreli, Surendranagar, infine alcune settori del distretto di Ahmedabad.

## Storia
Nel Mahābhārata e nel periodo vedico del I secolo d.C. la regione viene menzionata come Surastrene, o Saraostus mentre nel testo Periplo del Mare Eritreo viene menzionata come Syrastrene : 
(Periplus Maris Erythraei cap 41.)

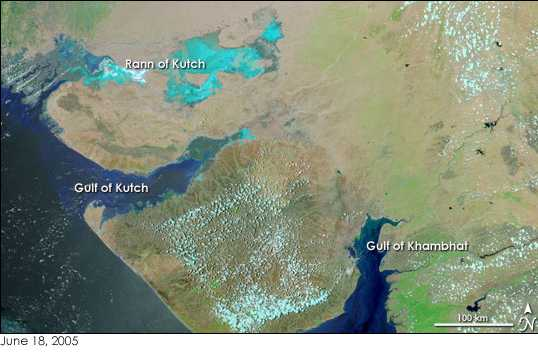
La regione del Saurashtra tra Golfo di Kutch e Golfo di Khambat. Immagine NASA Earth Observatory

## Sorath
Il Sorath venne governato, per un lungo periodo di tempo, e precisamente dal IX al XV secolo, dalla dinastia dei Chudasama originaria dello Rajput. Successivamente venne governato dal re musulmano dello Junagadh. Durante il dominio britannico, lo Junagadh e gli Stati limitrofi principeschi, vennero sottoposti alla supervisione dell'Agenzia degli Stati dell'India occidentale la (WISA). Nel 1947, il re dello Junagadh avrebbe voluto annettere il suo territorio al Pakistan, ma la popolazione a predominanza indù si ribellò. Fuggì in Pakistan, mentre l'adesione all'India venne approvata con un plebiscito. Lo Saurashtra possiede un grande patrimonio spirituale, terra di santi e anime divine.

### Stato dello Saurashtra
Dopo l'indipendenza dell'India avvenuta nel 1947, il 15 febbraio 1948 per formare lo Stato del Saurashtra vennero annessi 222 principati del Kathiawar tra cui l'antico regno di Junagadh. Tale entità territoriale venne chiamata Stati Uniti del Kathiawar successivamente rinominata, nel novembre 1948 in Stato dello Saurashtra. La mediazione di Vallabhbhai Patel richiese molto tempo per convincere i principi locali e i piccoli Subas. L'impulso iniziale, tuttavia, lo diede il Maharaja Krishnakumar Sinhji dello Stato del Bhavnagar, che divenne il primo principato ad ottenere l'unione con l'India.
Rajkot divenne la capitale dello e Uchharangray Navalshankar Dhebar (1905-1977), successivamente Presidente del Congresso Nazionale Indiano tra il 1955 e il 1959, fu nominato Primo Ministro. Gli successe Rasiklal Umedchand Parikh (nato nel 1910) il 19 dicembre 1954. Il 1º novembre 1956, lo Stato di Bombay venne incorporato nello Saurashtra, ma 1960 venne diviso a causa di separazioni linguistiche tra i nuovi stati dello Gujarat e del Maharashtra. Il territorio dello Saurashtra, compresa la parte del vecchio regno di Sorath o Junagadh, venne così a far parte dello Stato di Gujarat.

## Lingue
Lo Saurashtra, conosciuto anche come Sourashtra, Sowrashtra, Pattunulkaanrar, Palkar, Saurashtri, è il nome di una lingua Indoariana originaria dello Stato del Kathiawar-Saurashtra. Tale idioma, tuttavia non viene parlato nella regione, ma da coloro che sono emigrati nel Sud dell'India, soprattutto dai Tamil Nadu di Ambur, di Madurai, di Paramakudi, di Salem, di Tanjore e dell'Andhra Pradesh. In questi luoghi la lingua è parlata ed è culturalmente conservata. L'alfabeto è derivato dal Devanagari con il quale al giorno d'oggi condivide molte caratteristiche.

## Comunità
Lo Saurashtra è sede di numerose comunità tipiche della regione. Gli Kṣatriya, i Vaishya, i Shudra, assieme ad altre comunità convivono pacificamente. Le caste comprendono le seguenti comunità: Vaniyas, Ahir, Lohana, Leuva Patel, Kadva Patel, Chauhan, Makwana, Jethwa, Raijadas, Chudasama, Gohil, Parmar, Jhala, Jadeja, Chavda, Solanki, Sarvaiya, Maher, Savji, Nagar Brahmins, Kathiawadi Memons, Sagar, Kathi, Khant, Turk Jamat, Karadia Rajput, Koli, Kadiya, Kumbhar, Waland, Talapada Koli, Hajjams, Kannivadi, Kuppal, Juttu, Goundan, Appen e Bhoi.
I Siddi è l'unica etnia che ha origini africane. Nell'XI secolo la comunità Khatri è migrata nel Sud dell'India a Madurai, è coniosciuta come originaria dello Saurasthra e parla il linguaggio omonimo.

## Francobolli
Il primo francobollo fu emesso nel 1864 per lo Stato dello Junagadh : tre linee bianche scritte in Hindi su sfondo nero, realizzati a mano con inchiostro in acquarello. In una seconda emissione, avvenuta nel 1868 furono utilizzate lettere a colori, in nero e in rosso, su carta in diversi colori. L'emissione del 1877 fu il primo francobollo a includere l'alfabeto latino, un disegno circolare all'interno del quale era scritto nella parte superiore : "SPESE POSTALI SORUTH", mentre nella parte inferiore : "UNO ANNA di una Rupia", ( o "QUATTRO ANNA .." ). Alcuni di questi francobolli sono stati emssi nel 1913 e ridisegnati nel 1914.
L'emissione successiva avvenne è del 1923, ed è caratterizzata da un ritratto di Nawab Mahabat Khan III, con la scritta : "SPESE POSTALI Saurashtra". Una serie di otto francobolli venne emessa nel 1929, comprese le immagini dello Junagadh, del Gir Lion, e del Kathi Cavallo. Nel 1937 il valore anna fu ristampato con la scritta : "SPESE POSTALI E DI ENTRATE".
La provincia indiana del Saurashtra non emise mai francobolli propri, ma prima di adottare le emissioni indiane, emise per la riscossione di una tassa giudiziaria una sovrastampa per uso postale. Nel 1929 emise un francobollo indiano nella valuta in "anna" come sovrattassa legata a tre francobolli.

## Carenza idrica
Lo Saurashtra non ha mai avuto scarsità di approvvigionamento idrico. Infatti fino a 10-15 anni fa l'acqua era facilmente disponibile. Ashvin Un Shah, un ingegnere statunitense ha condotto nel 1998 un sondaggio sulla disponibilità idrica della regione : "La presenza di 700.000 pozzi indica la presenza di falde acquifere sotterranee. Questo significa una capacità di approvviginamento di un pozzo ogni 300 metri per almeno 20 persone. Lo Stato ha attraversato diversi periodi di siccità nel corso degli ultimi anni al punto che la sua popolazione non era più in grado di far crescere i raccolti. Questo ha spinto le autorità a creare una campagna di sensibilizzazione per la raccolta delle acque piovane.